# The Million Dollar Hotel
The Million Dollar Hotel is een Amerikaanse film uit 2000 geregisseerd door Wim Wenders. De hoofdrollen worden vertolkt door Jeremy Davies en Milla Jovovich.

## Verhaal
In het goedkope Million Dollar Hotel in Los Angeles komen veel gekke mensen. In het hotel sterft de drugsverslaafde Izzy, zoon van een miljonair, op een mysterieuze manier. Inspecteur Skinner onderzoekt de zaak en haalt het leven van de gasten overhoop om de waarheid te ontdekken over Izzy's dood.

## Rolverdeling
| Acteur         | Personage          |
| -------------- | ------------------ |
| Jeremy Davies  | Tom Tom            |
| Milla Jovovich | Eloise             |
| Mel Gibson     | Inspecteur Skinner |
| Jimmy Smits    | Geronimo           |
| Peter Stormare | Dixie              |
| Bud Cort       | Shorty             |
| Amanda Plummer | Vivien             |
| Gloria Stuart  | Jessica            |
| Tom Bower      | Hector             |
| Donal Logue    | Charley Best       |
| Julian Sands   | Terence Scopey     |

## Prijzen en nominaties
- Filmfestival van Berlijn
  - Genomineerd: Gouden Beer
  - Gewonnen: Zilveren Beer
- Camerinage - Gouden Kikker
  - Genomineerd: Beste cameraman (Phedon Papamichael)
- Deutscher Filmpreis
  - Genomineerd: Beste film
  - Genomineerd: Beste regisseur (Wim Wenders)